# Кід з Техасу
Кід з Техасу (англ. The Kid from Texas) — американський вестерн режисера Курта Нойманна 1950 року.

## Сюжет
Біллі Кід стає втягнутим у земельні війни, в Лінкольні, Нью-Мексика. Коли фермер, який надав йому прихисток, був убитий, Біллі клянеться помститися. Новий працедавець використовує його наївність, щоб убити конкурентів. Кід втікає з друзями в гори, поки їх не спіймали. Але вони мають вернутися, щоб врятувати молоду дружину роботодавця, в яку він закоханий.

## У ролях
- Оді Мерфі — Вільям Бонні, він же Біллі Кід
- Гейл Сторм — Ірен Кейн
- Альберт Деккер — Александр Кейн
- Шепперд Страдвік — Роджер Джеймісон
- Вілл Гір — О'Феллон
- Вільям Телман — Міннінгер
- Мартін Гарралага — Моралес
- Роберт Беррат — генерал Лью Воллес
- Волтер Сенд — Кроушериф Пет Гарретт
- Френк Вілкокс — майор Гарпер
- Рей Тіл — шериф Ренд
- Дон Геґґерті — Морган
- Пол Форд — шериф Копленд
- Гарольд Гудвін — Метт Кертіс